# Walckenaeria pallida
Walckenaeria pallida este o specie de păianjeni din genul Walckenaeria, familia Linyphiidae. A fost descrisă pentru prima dată de James Henry Emerton în anul 1882. Conform Catalogue of Life specia Walckenaeria pallida nu are subspecii cunoscute.